# Lophuromys pseudosikapusi
Lophuromys pseudosikapusi is een knaagdier uit het geslacht Lophuromys dat voorkomt in het bos Sheko in Zuidwest-Ethiopië. De soort is van slechts twee exemplaren bekend, die op 1930 m hoogte in een door menselijke activiteiten verstoord bos werden gevangen. Ook Dendromus melanotis, Lophuromys chrysopus, Stenocephalemys albipes, Mus mahomet, Lemniscomys macculus, Desmomys yaldeni en een ongeïdentificeerde Otomys werden op deze locatie gevonden. L. pseudosikapusi behoort tot het ondergeslacht Lophuromys. De soortaanduiding pseudosikapusi verwijst naar de soort Lophuromys sikapusi en betekent "valse sikapusi"; de exemplaren van L. pseudosikapusi werden oorspronkelijk als "Lophuromys cf. sikapusi" geïdentificeerd.
L. pseudosikapusi is een grote Lophuromys met een lange staart, grote oren en een afgeplatte schedel. Anders dan veel andere soorten ziet de vacht er niet gespikkeld uit. De bovenkant van het lichaam is zwartrood; de haren zijn op de onderste helft lichtrood en op de bovenste helft zwart. De onderkant van het lichaam is licht oranjegeel; de haren zijn geel bij de wortel en rood bij de punten. De bovenkanten van de voeten zijn roodachtig. De korte klauwen zijn wit. De haren aan de bovenkant van de staart zijn donkerbruin, die aan de onderkant vuilwit. De haren op de staart zijn erg kort, waardoor de staart onbehaard lijkt. Het gewicht bedraagt voor de twee exemplaren 53 tot 67 g, de kop-romplengte 130 tot 138 mm, de staartlengte 78 tot 86 mm, de achtervoetlengte (zonder klauwen) 21 tot 23 mm en de oorlengte 19,5 tot 20 mm. Het karyotype bedraagt 2n=70, FNa=84 (10 metacentrische of submetacentrische, 6 subtelocentrische en 52 acrocentrische autosomen en een submetacentrisch X- en acrocentrisch Y-chromosoom). Ook genetisch verschilt het dier van andere soorten.